# Amazighe standard marocain

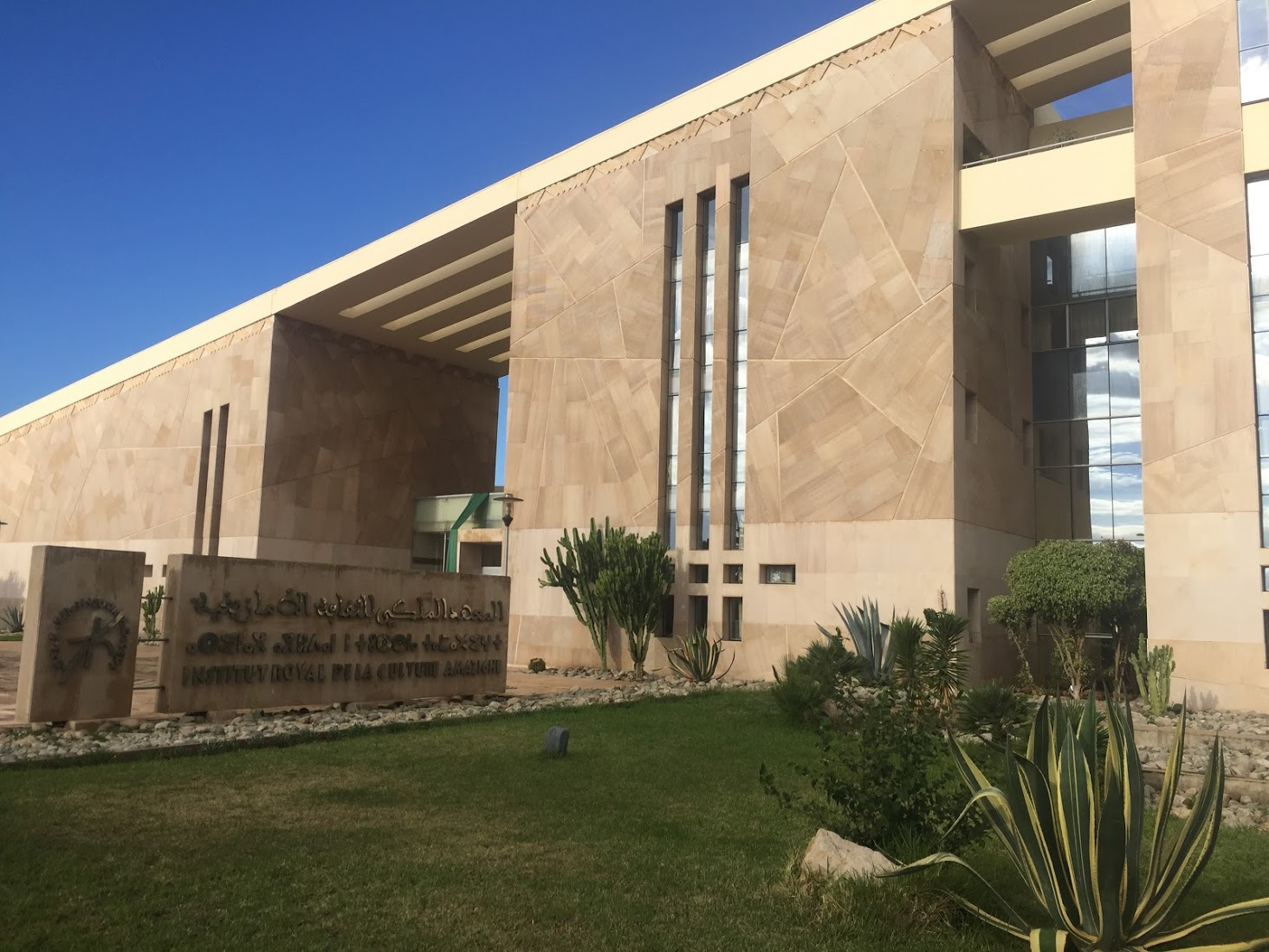
L'Institut royal de la culture amazighe à Rabat.

L'amazighe standard marocain ou tamazight standard marocain — appellation officielle —, est une langue standardisée de la langue berbère élaborée au Maroc par l'Institut royal de la culture amazighe (IRCAM). Utilisée pour l'enseignement, l'usage officiel et l’écrit soutenu, elle est une langue officielle depuis la Constitution de 2011. Elle s'écrit en néo-tifinagh.
Également, depuis un vote par les députés marocains en 2019, cette langue est enseignée dans les écoles du Maroc.
En novembre 2023, Wikipédia en amazighe standard marocain (zgh) a été acceptée et lancée en tant que projet indépendant de Wikipédia.

## Prononciation

### Consonnes
|                |                 |                 | Labiales | Dentales | Alvéolaires | Patales | Vélaires | Labiovélaires | Uvulaires | Pharyngales | Laryngale |
| -------------- | --------------- | --------------- | -------- | -------- | ----------- | ------- | -------- | ------------- | --------- | ----------- | --------- |
| Occlusives     | Non-emphatiques | Sourdes         |          | t        |             |         | k        | kʷ            | q         |             |           |
| Occlusives     | Non-emphatiques | Sonores         | b        | d        |             |         | g        | gʷ            |           |             |           |
| Occlusives     | Emphatiques     | Sourdes         |          | ṭ        |             |         |          |               |           |             |           |
| Occlusives     | Emphatiques     | Sonores         |          | ḍ        |             |         |          |               |           |             |           |
| Constrictives  | Non-emphatiques | Sourdes         | f        |          | s           | c       |          |               | x         | ḥ           | h         |
| Constrictives  | Non-emphatiques | Sonores         |          |          | z           | j       |          |               | ɣ         | ɛ           |           |
| Constrictives  | Emphatiques     | Sourdes         |          |          | ṣ           |         |          |               |           |             |           |
| Constrictives  | Emphatiques     | Sonores         |          |          | ẓ           |         |          |               |           |             |           |
| Nasales        | Nasales         | Nasales         | m        | n        |             |         |          |               |           |             |           |
| Vibrantes      | Non-emphatiques | Non-emphatiques |          | r        |             |         |          |               |           |             |           |
| Vibrantes      | Emphatiques     | Emphatiques     |          | ṛ        |             |         |          |               |           |             |           |
| Latérale       | Latérale        | Latérale        |          | l        |             |         |          |               |           |             |           |
| Semi-consonnes | Semi-consonnes  | Semi-consonnes  | w        |          |             | y       |          |               |           |             |           |

## Écriture

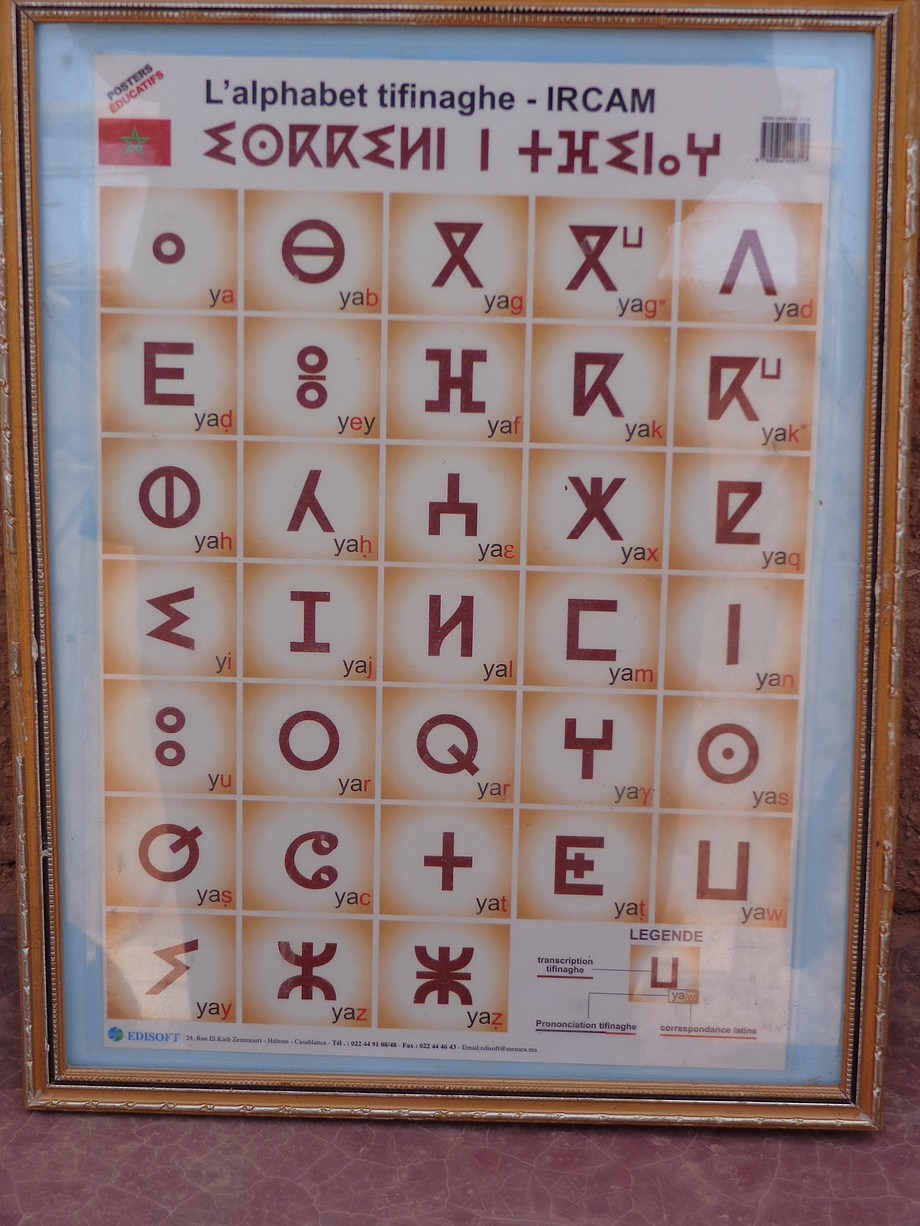

Le néo-Tifinagh est l’alphabet officiel utilisé pour écrire l’amazigh standard marocain. Il s'agit d’une version modernisée de l’alphabet tifinagh traditionnel, historiquement utilisé par les Touaregs et certains groupes berbères, notamment pour des usages symboliques ou décoratifs. Le processus de modernisation et de normalisation de cet alphabet a été conduit par l’Institut Royal de la Culture Amazighe (IRCAM) à partir de 2003, dans le cadre de la standardisation de la langue amazighe. Le néo-Tifinagh comprend 33 caractères adaptés aux sons des principales variantes amazighes parlées au Maroc : le Rifain, le Tamazight et le Chleuh. Contrairement à l’alphabet arabe, le néo-Tifinagh se lit de gauche à droite, ce qui facilite son intégration dans les outils numériques et dans l’enseignement moderne. Son usage a été rendu officiel après que le roi Mohammed VI a validé son adoption, malgré les débats publics autour de l’alternative entre les alphabets latin, arabe ou tifinagh. Aujourd’hui, le néo-Tifinagh est utilisé dans les manuels scolaires, les signalétiques publiques, et certains médias. Toutefois, son usage reste encore limité en raison de la difficulté d’accès à des claviers tifinagh, du manque de familiarité du grand public avec cet alphabet, et de la prédominance de l’arabe et du français dans l’espace public. Le néo-Tifinagh symbolise ainsi à la fois une reconnaissance culturelle importante et un défi pratique dans la promotion de l’amazigh standard marocain.